# بنجامين لاي
كان بنجامين لاي (26 يناير من عام 1682- 8 فبراير من عام 1759) عضوًا أنغلو-أمريكيًا في جمعية الأصدقاء الدينية وإنسانيًا وإبطاليًا. اشتهر بأنشطته المبكرة والمتشددة لمكافحة العبودية، والتي بلغت ذروتها في احتجاجاته الجذرية ذات التأثير الكبير. كان لاي أيضًا مؤلفًا ومزارعًا ونباتيًا مبكرًا، وتميز باهتمامه المبكر بالمعاملة الأخلاقية للحيوانات.
ولد لاي في إنجلترا لعائلة مزارعة، وكانت مهنته الأولى راعيًا وصانع قفازات. عمل لاي بحارًا بعد أن أصبح عضوًا في جمعية الأصدقاء الدينية، وانتقل إلى باربادوس في عام 1718. شاهد هناك المعاملة السيئة للعبيد الأفارقة، الأمر الذي غرس فيه مبادئه الإبطالية مدى الحياة. استقر لاي في وقت لاحق في فيلادلفيا، وجعله موقفه الصارم المناهض للعبودية قليل الشعبية بين زملائه من أعضاء جمعية الأصدقاء الدينية، إذ غالبًا ما تكلل هذا الموقف بأعمال احتجاجية عامة. نشر لاي العديد من الكتيبات حول القضايا الاجتماعية خلال حياته، بالإضافة إلى كتاب وحيد بعنوان جميع مُلّاك العبيد الذين يبقون الأبرياء في عبودية، مرتدون.

## سيرته
ولد بنجامين لاي في عام 1682 لوالدين من أعضاء جمعية الأصدقاء الدينية في كوبفورد بالقرب من كولشيستر في إنجلترا. هرب لاي إلى لندن وأصبح بحارًا في سن الحادية والعشرين بعد عمله كصانع مزرعة وراعٍ وصانع قفازات متدرب؛ عاد لاحقًا إلى إنجلترا بحلول عام 1718، وتزوج سارة سميث. انتقل لاي إلى باربادوس في عام 1718 وعمل تاجرًا، ولكن سرعان ما قلت شعبيته بين زملائه من أعضاء جمعية الأصدقاء الدينية الذين استفادوا على نطاق واسع من العبودية والإتجار بالبشر بسبب مبادئه المتعلقة بإلغاء العبودية المستقاة من راديكالية جمعية الأصدقاء الدينية. هاجر لاي في عام 1731 إلى مستعمرة بنسيلفانيا البريطانية، واستقر أولاً في فيلادلفيا (في حي يُعرف الآن بحي أولني)، ثم في أبينغتون. كان لاي من أوائل المعارضين للعبودية وأكثرهم حماسةً في أبينغتون، في وقت لم تكن فيه جمعية الأصدقاء الدينية جاهزةً لمعارضة العبودية بعد.
أشار لاي إلى نفسه باسم «بنجامين الصغير» لأن طوله الكامل بالكاد وصل إلى أربعة أقدام. كان أحدبًا وله بروز صدري، كما كانت ذراعاه بطول ساقيه. كان نباتيًا جادًا، إذ لم يأكل سوى الفاكهة والخضار والعسل، واقتصرت مشروباته على الحليب والماء. لم يؤمن لاي بتفوق البشر على الحيوانات غير البشرية، وصنع ملابسه الخاصة لمقاطعة صناعة السخرة (صناعة عمل العبيد). لم يرتد لاي أو يتناول أي شيء قد يسبب موت الحيوانات أو يُنتج بواسطة العمل بالسخرة بأي شكل من الأشكال. التزم لاي بأسلوب حياة يكاد يكون مكتفيًا ذاتيًا بعد وفاة زوجته التي أحبها رفضًا منه للمشاركة في ما وصفه في منشوراته بأنه مجتمع متدهور ومنافق واستبدادي بل وحتى شيطاني. اتخذ لاي من أحد الكهوف الملحق بها مدخل خارجي في ريف بنسلفانيا مسكنًا له، وعمل في تربية الماعز، وزرع أشجار الفاكهة بشكل رئيسي، ونسج الكتان الذي زرعه ليصنع ملابسه بنفسه.
اشتهر لاي بأفعاله الخيرة أكثر مما عُرف لغرابة أطواره، إذ نشر أكثر من 200 كتيب، معظمها كانت جدالات مثيرة ضد أنظمة اجتماعية مختلفة في ذلك الوقت، لا سيما العبودية، وعقوبة الإعدام، ونظام السجون، والنخبة الثرية من أعضاء جمعية الأصدقاء الدينية في بنسلفانيا، إلخ.

## التحرير من العبودية
بدأ لاي في أولى دعواته إلى إلغاء العبودية عندما رأى رجلاً مستعبداً ينتحر في باربادوس، مفضلًا الموت على أن يضربه مالكه مرةً أخرى. تغذت عداوته الحادة للعبودية جزئيًا من معتقداته الخاصة بجمعية الأصدقاء الدينية. نظم لاي عدة مظاهرات جذرية ذات تأثير هائل ضد هذه الممارسة. وقف لاي ذات مرة خارج أحد اجتماعات جمعية الأصدقاء الدينية في الشتاء تحت الثلوج دون معطف وبقدم واحدة عارية على الأقل، وعندما عبّر المارة عن قلقهم على صحته، أخبرهم بأن العبيد يُجبرون على العمل في الهواء الطلق خلال الشتاء مرتدين نفس القدر من الملابس التي يرتديها في هذا الاحتجاج. اختطف لاي في حادثة أُخرى طفل أحد مُلّاك العبيد مؤقتًا، ليعبر لهم كيف شعر الأفارقة عندما بيع أقاربهم خارج بلادهم. حصلت الحادثة الأبرز في بورلينغتون في نيو جيرسي، خلال اجتماع جمعية الأصدقاء الدينية السنوي في فيلادلفيا لعام 1738. اختتم لاي خطبته اللاذعة حول على معاداة العبودية مرتديًا زي جندي، إذ اقتبس من الكتاب المقدس قائلًا إن جميع الرجال يجب أن يكونوا متساوين تحت الله، ومعبرًا عن ذلك من خلال إقحام سيف في كتاب مقدس يحتوي على كيس مملوء بالصبغة الأمريكية الحمراء الدموية، ليُطرش على كل القريبين من مكان إلقاء الخطبة.